# Michel Bassi
Pour les articles homonymes, voir Bassi.
Michel Bassi, né le 9 juillet 1935 à Nogent-sur-Marne et mort le 8 octobre 2024 à Saint-Nazaire, est une personnalité importante de l'environnement politique des années 1970. Homme de presse écrite et de radio, il prend une place importante à la télévision où il crée une grande émission politique À armes égales. Très proche de Jacques Chaban-Delmas, Premier ministre entre 1969 et 1972, qu'il a soutenu au Figaro, il a été par la suite porte-parole de Valéry Giscard d'Estaing en 1976-1977. Grand sportif dans sa jeunesse, il a été international universitaire français de volley-ball.
Officier de la Légion d'honneur, Croix de la Valeur militaire.

## Biographie
Originaire de Nantes (Loire-Atlantique), Michel Bassi est le dernier d'une fratrie de huit enfants tous décédés (Marinette née 1922, Anne 1923, Marguerite et Roger 1924, Monique 1926, Odette 1928, Lucien 1932 et Michel 1935). Il ne suit pas du tout le chemin que souhaitait pour lui son père André Bassi (1889-1982), polytechnicien, ingénieur, qui avait mis au point la formule industrielle de la lessive Persil (groupe Lever, Unilever). André s'était marié en 1921 à Marie Meeus (1895-1984).
Après un bac "math élém", Michel Bassi obtient à Lille une licence de lettres puis le diplôme de l'école supérieure de journalisme dans les années 1954-1956, où il cotoie Hervé Bourges.
Après avoir choisi à la sortie des EOR (2e) de servir en Algérie, contrairement au major de la promotion, il se retrouve au 8e régiment d'infanterie motorisée, sous les ordres de Marcel Bigeard, alors colonel, dont il dénonce certaines pratiques (Lire "Cinq présidents à Armes égales", éditions Lattès, 2005). Rejoint à Saïda par sa jeune épouse, Danielle Latard, 19 ans, qui accouche de leur premier enfant, Eric, le 14 octobre 1959, il est protégé par un autre lieutenant appelé du contingent Yves Cuau, qui deviendra par la suite directeur de la rédaction de l'Express.
Revenu à Paris en mars 1960, il entre au Figaro au service des informations générales. Le service politique, soudain à court d’effectifs, lui  demande de couvrir la visite de Nikita Khrouchtchev à Paris, alors qu'il était là depuis seulement deux mois. Le lendemain du départ du leader soviétique, il passe au service politique, où ses opinions libérales et ses deux ans passés sur le terrain en Algérie lui ouvrent des portes, Le Figaro publiant alors « des éditoriaux très pro-gaullistes ».
Reporter puis chef du service politique du Figaro (1967-1971), il en devient rédacteur en chef adjoint (1971-1974).
Dès 1960, il couvre pour le journal les voyages de Charles De Gaulle et rapporte ses déclarations début septembre, donnant à penser qu'il songe à une trêve en Algérie,. Il se retrouve souvent dans ces déplacements Jean Mauriac, journaliste à l'AFP, fils de l'écrivain François Mauriac, qui suivait le Général depuis de longues années.
En Mai 68, Le Monde salue une citation « féroce » de son premier livre , consacré à Valéry Giscard d'Estaing, dont il analyse le ressentiment envers le premier ministre Georges Pompidou. Il fait ensuite partie des trois journalistes de presse écrite choisis par l'ORTF, avec Jean Ferniot, de France-Soir, et Pierre Charpy, de Paris-Presse, pour participer le 16 mai à Tribune de l'Université, débat télévisé improvisé pour tenter d'éviter la grève de l'ORTF, animé par le journaliste Claude Couband, face à « trois chefs connus de la révolte », les leaders syndicaux Jacques Sauvageot (UNEF), et Alain Geismar (SNESup), auxquels a été ajouté Daniel Cohn-Bendit, sur choix du service de presse du Premier ministre Georges Pompidou, dans le but de montrer le mouvement « sous le plus mauvais jour possible » . Michel Bassi dira ensuite que les trois journalistes retenus dont lui-même n'avaient pas été brillants au cours de cette émission (conversation privée avec lui).
Le 17 février 1970, sous l'impulsion de Pierre Desgraupes, directeur de l'information de la première de la première chaîne de télévision de l'ORTF et considéré comme son « père spirituel », il crée avec son ami et partenaire de tennis Alain Duhamel, 30 ans à l'époque, une des plus grandes émissions politiques de l'histoire de la télévision française : À armes égales. Il en est le présentateur, avec Alain Duhamel. André Campana et Jean-Pierre Alessandri complètent l'équipe. L'émission consiste à chaque édition en un débat entre deux personnalités, le plus souvent des leaders politiques de la majorité comme de l'opposition mais aussi des chefs d'entreprise comme Ambroise Roux ou des syndicalistes comme Georges Séguy, Edmond Maire et André Bergeron. Le débat est précédé par un petit film réalisé par chaque invité et assorti d'un sondage présenté par le président de la Sofres Pierre Weill. L'émission connaît beaucoup de succès. Record: 45% d'audience pour un Chirac-Marchais en septembre 1971.
Marie-France Garaud et Pierre Juillet, conseillers de Georges Pompidou, voient cependant dans l'émission « une abomination au service de ses ennemis ».
En 1974, alors qu'il vient de démissionner du Figaro, s'inspirant du premier débat Nixon-Kennedy, en 1960 aux États-Unis, il convainc les deux candidats finalistes de l'élection présidentielle française de 1974 d’accepter un duel télévisé via le premier débat d'entre les deux tours en France, « ce qui n’avait jamais eu lieu ». Ayant « obtenu le feu vert de l’ORTF pour ce premier grand débat que personne ne demandait encore », selon Alain Duhamel, il laisse à ce dernier le soin de l'arbitrer, après un tirage au sort, aux côtés de Jacqueline Baudrier, qui représentait la deuxième chaîne (entretien téléphonique d'Eric Bassi avec Alain Duhamel en octobre 2024 après le décès de Michel Bassi) . A la rentrée 1974 il prend la tête de la rédaction de l'Agence centrale de presse (ACP), grâce à l'aide de Gaston Defferre, qu'il appréciait. Il fut ensuite brièvement chroniqueur à RTL, dont les journaux du matin étaient présentés par Léon Zitrone.
Considérée comme la première émission de débat politique « digne de ce nom » à la télévision française, réalisée par Igor Barrère, À armes égales lui permettra d’avoir une place privilégiée dans la politique française et ainsi d’entretenir des relations avec les cinq Présidents de la Ve République : il sera l’accompagnateur de De Gaulle dans ses voyages, bataillera contre Georges Pompidou, et en 1976, sur les conseils de Jean-Philippe Lecat, sera appelé par Valéry Giscard d’Estaing afin d’être son porte-parole adjoint entre 1976 et 1977, après en avoir parlé avec Jacques Chaban-Delmas, dont il fut proche.
Après son passage à l'Elysée, Michel Bassi anime de 1977 à 1978 l'Association pour la démocratie dans la perspective des élections législatives de 1978, que la majorité sortante, donnée longtemps battue dans les sondages, remporte.
VGE le fait alors nommer à la tête de Radio Monte-Carlo (RMC) dont il est rapidement directeur général (1978-1981), le président de cette radio périphérique qui disposait d'un émetteur puissant en territoire français étant monégasque (César Solamito). RMC, dont le capital était détenu à 83% par l'Etat français, monte sous sa direction jusqu'à 12% de part d'audience.
Remercié par François Mitterrand en juillet 1981, il se retrouve en difficultés financières et crée une lettre d'information, Mardi matin. Il est ensuite directeur de France-Soir magazine puis président du Méridional (quotidien marseillais qui a fusionné avec Le Provençal) entre 1987 et 1992 grâce à Jean-Luc Lagardère. Il doit parfois ferrailler avec le président de l'OM et homme politique Bernard Tapie qui le menace un jour de "faire saisir son journal".
Nommé à la direction de la Société française de production (SFP) en 1993 par le gouvernement Balladur, il voit son projet de scission du groupe remis en cause après l'élection présidentielle de 1995 et est prié en 1996 par l'Etat (Christian Noyer) de démissionner, notamment pour avoir promis à la CGT reconnaissante que sous sa présidence il n y aurait pas de licenciements. Il rejoint alors Pearson TV France, une société de production qui réalise à l'époque des émissions pour France 2, France 3 et TF1 (dont Questions pour un champion).
Michel Bassi lance en 1999 la première lettre d'information européenne en ligne en français, La Lettre (newsletter hebdomadaire d’informations économiques et politiques disponible sur papier et sur le web) avant d’être nommé directeur du service d'information et de communication de la Mairie de Paris, poste où il ne restera que 6 mois pour des raisons administratives. Il deviendra très vite président de Waï TV, société de production et développement de formats télévisuels et web, travaillant avec Childeric Muller. Michel Bassi a ensuite été consultant pour plusieurs grandes sociétés internationales auprès de Hill+Knowlton Strategies, filiale de WPP.
Michel Bassi meurt le 8 octobre 2024 à l'âge de 89 ans des suites d'une anémie puis d'une leucémie,. Il est inhumé au cimetière de la Bouteillerie à Nantes auprès de sa première épouse Danielle, décédée le 12 novembre 2023 à l'âge de 83 ans. Il était père de trois enfants, Eric, journaliste à l'AFP depuis 1989, né le 14 octobre 1959, Olivia Bassi épouse Courtois, journaliste, pigiste aux Echos, née le 2 octobre 1961 et Fleur (1982-2021), née de sa 2e union avec Cécile Goutille (1946).

## Résumé de carrière
- 1970 : création de l’émission À armes égales (17 février, 21h)
- 1975 : chroniqueur à RTL
- 1976 : appelé par Valéry Giscard d’Estaing comme porte-parole
- 1978 : directeur général de Radio Monte-Carlo
- 1981 : directeur de France-Soir magazine
- 1987 : président du Méridional, quotidien marseillais.
- 1993 : président de la Société française de production (SFP)
- 1996 : président de Pearson TV France devenue FremantleMedia
- 1999 : lance La Lettre, newsletter hebdomadaire d’informations économiques et politiques disponible sur papier et sur le web.
- 2000 : directeur du service information et communication de la mairie de Paris; président de Waï TV, société de production et développement de formats TV et web
- 2001 : directeur des affaires publiques de Hill and Knowlton

## Ouvrages
- Valéry Giscard d'Estaing, éditions Grasset, 1968
- La République des petits papiers, éditions Grasset, 1974
- Le Grand Tournoi, naissance de la VIe république, éditions Grasset, 1974
- Léon Daudet, éditions Du Rocher, 1993
- Secrets d’état d’un président, éditions Du Rocher, 1999
- La Bataille pour la mairie de Paris, éditions Du Rocher, 2000
- Michel Bassi, Cinq présidents à armes égales, éditions Lattès, 2005.
- Le Centre des trahisons, l’UDF de Giscard à Bayrou, édition Les 4 chemins, 2007
- Le Syndrome de la grenouille , édition Alphée, 2009